# AMule
aMule è un client multipiattaforma per la rete peer-to-peer eDonkey modellato sul client per Windows eMule (infatti aMule sta per "all-platforms mule"). Supporta GNU/Linux, macOS, Solaris, Microsoft Windows e BSD.

## Descrizione
Nasce nel Settembre 2003, distaccandosi dal progetto xMule al quale non è più legato, se non per piccole parti di codice.
Dal 2 Gennaio 2006, giorno dell'uscita della versione 2.1.0, supporta la rete Kademlia, e dall'11 Giugno 2008 il supporto è stato esteso alla Kademlia 2.0.
Come per eMule, il programma è pubblicato sotto la licenza GPL. Dal Settembre 2007 aMule supporta l'offuscamento del protocollo per evitare il filtraggio da parte degli internet service provider.
aMule supporta quasi tutte le funzioni di eMule tra cui:
- Sistema dei crediti ufficiale;
- Scambio fonti (source exchange): metodo per trovare file e fonti di download più semplicemente e velocemente;
- Supporto ai filtri IP per proteggersi da connessione "pericolose" o "spia";
- Sistema contro MOD (versioni modificate di eMule) leech;
- Supporto ai sistemi ICH e AICH per recuperare parti di file corrotti;
- Protocollo d'offuscamento;
- Supporto UPnP.

aMule è privo di spyware e/o adware.
L'11 Giugno 2008 è stata pubblicata la versione 2.2.1, che introduce miglioramenti alla rete con un aggiornamento della stessa alla versione 0.49a di eMule, il supporto a Kad 2.0 ed una migliore interfaccia grafica.
L'aggiornamento alla versione 2.2.2, bugfix della precedente versione di pubblicazione, uscita l'8 Agosto 2008, ha portato la rete Kademlia allo stesso stadio di sviluppo del client eMule 0.49b, oltre ad aver apportato numerosi bugfix e correzioni.
La versione 2.2.4 "we didn't have a .4 version since... well... long ago" pubblicata il 3 Aprile 2009 porta con sé numerose migliorie, ma anche bug così il 16 Maggio dello stesso anno esce il 2.2.5 "Never say never" che è andato a correggere gli errori della precedente versione.
Il 16 Settembre 2009 è stata pubblicata la versione 2.2.6 "we don't have holidays", contenente ulteriori correzioni senza introdurre nuove funzionalità.
Il 10 Ottobre 2019, dopo un lungo periodo di inattività, è stato caricato un post sul sito ufficiale che annunciava un possibile ritorno dello sviluppo di future versioni.
L'8 Febbraio 2021 è uscita la versione 2.3.3, dopo oltre 10 anni di inattività del progetto.

## aMule Daemon
Del programma esiste anche una versione testuale atta a girare come servizio (amuled). Essendo un demone, può essere lanciato in sottofondo anche su sistemi privi di interfaccia grafica. Può essere gestito con comandi testuali da console (amulecmd), da interfacce grafiche (amulegui), o tramite web browser, anche contemporaneamente e da computer diversi da quello in cui il demone è in esecuzione. Questo modello di architettura separa il core del programma, dall'interfaccia di controllo, che può quindi essere chiusa lasciando che il programma continui a girare sull'host.